# 伊斯坦堡地鐵5號線
伊斯坦堡地鐵5號線（土耳其語：M5），正式名稱是M5于斯屈達爾－切克梅柯伊線，是伊斯坦堡地鐵的一條地鐵路線。此線是自2012年8月伊斯坦堡地鐵4號線後第二條在伊斯坦堡亞洲一側的地鐵路線。除此以外，此線也是土耳其首條無人駕駛的地鐵路線。